# Юбилейный (Оричевский район)
Возможно, вы хотели узнать об одноимённом населённом пункте Кировской области.
Юбилейный — поселок в Оричевском районе Кировской области, административный центр Лугоболотного сельского поселения.

## География
Находится на расстоянии примерно 10 километров по прямой на северо-восток от районного центра поселка Оричи рядом с поселком Торфяной.

## История
Известен с 1978 года. В поселке расположено градообразующее предприятие ФГУП "Кировская лугоболотная опытная станция Россельхозакадемии" государственного научного учреждения «Всероссийский научно-исследовательский институт кормов им. В.Р.Вильямса». В 1989 году учтено было 889 жителей.

## Население
Постоянное население  составляло 871 человека (русские 96%) в 2002 году, 819 в 2010.